# ブレンナー北部高速線
ブレンナー北部高速線（ドイツ語: Brenner-Nordzulauf）はオーストリアチロル州ブレンナー基底トンネルの北端とドイツバイエルン州グラーフィング駅を結ぶ高速列車向けの幹線鉄道である。この路線はチロル州で「ウンターインタール高速線（ドイツ語: neue Unterinntalbahn）」と呼ばれ、ベルリン - パレルモ間欧州縦断鉄道第一号の部分である。クンドル - バウムキルヒェン間は2012年12月すでに開通された。この路線はミュンヘン - ローゼンハイム線、ローゼンハイム - クーフシュタイン線、クーフシュタイン - インスブルック線に加えられた新しい複線線路であり、三つの路線と互いに連結される予定である。

## 沿線概況
クンドル - バウムキルヒェン間はおよそ34.5 kmのトンネルと切土で構成されている。列車がヴェルグル・クンドル駅を通過してベラートフェルト分岐点まで加速線路が広がる。列車は分岐点から走行してミュンスタートンネルに入る。トンネルはヴィージングの境界で二つの部分に分かれて、イン川底の地下を貫通する。イェンバッハ区間で列車は駅の地下を貫通して、トンネルの出口から在来線の線路がこの路線の両側に並行する。列車はシュタイナー駅の寸前にテルフェントンネル入り口に降りる。トンネルの長さはおよそ15.8 kmで、二つのトンネルと一つのギャラリーに構成されている。トンネル内部に、列車の追い越しを許容し線路容量を増大させる目的で、三番目の線路が設置されている。この路線は在来線のフリッツェンス＝ヴァロッテンス駅とフィルター＝バウムキルヒェン駅の間で地下を貫通して、バウムキルヒェンのトンネル出口から在来線と合流する。フリッツ第二分岐点でインスブルック方面の線路およびブレンナー方面のインスブルック迂回線が分岐する。

## 歴史
ヴェルグル - バウムクキルヒェン間の核心部はミュンスタートンネルであり、2006年から2009年まで、全断面トンネル掘進機（Tunnelbohrmaschine）を利用した掘進作業が実行された。完工の際にこのトンネルはオーストリアの最長トンネルとなった。高速線は2012年12月に開通されて、建設費総額は23億5800万ユーロであった。欧州列車制御装置のレベル2がクンドル - バウムキルヒェン間に備えられて、他に信号灯と列車点制御装置も低級の保安装置対応の目的で設置された。2013年12月から2015年7月まで貨物列車が22時から翌日6時まで通行できて、その時間帯に列車点制御装置が用いられた。
2016年にシャフテーナウ - ラートフェルト間に関する経路選定手続き、計画の深化過程、環境適合性実態調査が開始された。2021年11月に環境適合性実態調査結果に関する告知が最終的に確定され法的に有効となった。
2016年3月に提出されたドイツ連邦交通計画2030（Bundesverkehrswegeplan 2030）によれば、新線はグラーフィングからローゼンハイム市周辺を迂回してブランネンブルクで在来線と合流して、ブランネンブルクと国境線の間は複々線で改修される計画が立てられた。2019年7月に五つのローゼンハイム郡における計画経路は提案された。2021年4月13日にドイツ鉄道は「紫色案」を公表して、オスターブルケン駅の移設、インライテン-キルンシュタイン間のトンネルとそれに関する二つの経路、キルヒハイム-シャフトテーナウ間のトンネルなどが案件として想定された。2015年から200回以上の公聴会がドイツ鉄道と地域の人々の間に行った。
グラーフィング駅とオスターミュンヘン駅を結ぶ四つの経路が2021年12月から2022年3月まで提案された。同年7月に「ライム色案」が採択されて、高速新線がキルヒゼーオン-グラーフィング間に立体交差で分岐し高速新線をグラーフィング駅からオスターミュンヘン駅まで伸ばす方案である。

## 運行形態
- RJ/RJX: ウィーン - ザンクト・ポェールテン - リンツ - ザルツブルク - クーフシュタイン - ヴェルグル - インスブルック - ブルーデンツ - チューリヒ。120分ごと[15]。
- RJX: ウィーン - ザンクト・ポェールテン - リンツ - ザルツブルク - クーフシュタイン - ヴェルグル - イェンバッハ - インスブルック - ブルーデンツ - ブレーゲンツ。120分ごと[15]。
- EC: ミュンヘン - ローゼンハイム - クーフシュタイン - ヴェルグル - イェンバッハ - インスブルック（- ブレンナー - ヴェローナ - ボロニャ/ヴェネツィア）。120分ごと[15]。
- 快速列車（cjx1）: クーフシュタイン - ヴェルグル - イェンバッハ - インスブルック。120分ごと[15]。